# حقل مدمج موضعي
في الجبر يعتبر الحقل المدمج الموضعي أحد الحقول الطوبولوجية المدمجة موضعيًا (تحديدًا، تعتبر إحدى فراغات هاوسدورف). ومن الأمثلة على ذلك الحقول المتمايزة والحقول الموضعية مثل حقل الأرقام المعقدة وجداول الرقم الأساسي. يمكن تحويل أي حقل إلى حقل مدمج موضعي بناء على أنه يمكن للمرء إضافة تمايز طوبولجي لأحد الحقول.